# Pinkwashing
Pinkwashing (Kofferwort aus englisch pink „Rosa“ und whitewashing „Schönfärberei“), auch rainbow washing, bezeichnet Strategien, die durch das Vorgeben einer Identifizierung mit der LGBT-Bewegung bestimmte Produkte, Personen, Organisationen oder Staaten bewerben, um dadurch modern, fortschrittlich und tolerant zu wirken (vergleiche LGBT-Marketing, Soziale Inklusion).

## Begriff
In den 1980er Jahren warben US-amerikanische Kosmetik- und Pharmafirmen mit rosa Schleifen auf ihren Produkten. Rosa Schleifen galten damals schon als Symbol für das Engagement gegen Brustkrebs. Kritiker dieser Marketingstrategie sahen die Schleifen nicht als Ausdruck eines ernsthaften Engagements, sondern als versuchte Schönfärberei der Produkte, die im Verdacht standen, Krebs auszulösen. Nach eigenen Angaben prägte die Organisation Breast Cancer Action (BCA) 2002 den Begriff Pinkwashing als sie ihre Kampagne Think Before You Pink startete. Tendenziell positiv besetzt ist dagegen der ähnliche Begriff Purplewashing („Violettwaschen“). Er bezeichnet Werbung mit genderfreundlichem Inhalt und die Förderung eines Images der Gleichstellung der Geschlechter.
Im Zusammenhang mit LGBT-Rechten wurde der Begriff Pinkwashing laut der Historikerin und BDS-Aktivistin Sarah Schulman erstmals 2010 in einem Gespräch zwischen Dunya Alwan und Ali Abunimah im Rahmen einer Veranstaltung der politischen Organisation QUIT! (Queers Undermining Israeli Terrorism) verwendet. Er war dabei als Anlehnung an die etablierten Bezeichnungen Whitewashing und Greenwashing gedacht. Schulman selbst machte den Begriff in ihrer Kolumne in der New York Times einer breiteren Öffentlichkeit bekannt. An anderer Stelle wird insistiert, dass der Begriff bereits seit 2001 von queeren Aktivisten in Israel genutzt werde. Einige Autoren sehen in Pinkwashing-Vorwürfen eine grundsätzlich antisemitische Stoßrichtung und bezeichnen das Konzept als Verschwörungstheorie.
Der Begriff Pinkwashing ist eng verknüpft mit dem Konzept des Homonationalismus. Laut Jasbir Puar ist Pinkwashing nur in durch Homonationalismus geprägten Gesellschaften, also solchen, die LGBT-Rechte für nationalistische Zwecke instrumentalisieren, möglich.
Mittlerweile haben Pinkwashing-Vorwürfe noch eine andere Dimension angenommen: Im wirtschaftlichen Kontext bezeichnet Pinkwashing eine Doppelmoral, bei der Unternehmen durch eine gezielte Öffentlichkeitsarbeit versuchen, sich ein weltoffenes und diverses Image zu geben, dies aber nur tun, um mehr Gewinne zu erwirtschaften. Eine demonstrativ queerfreundliche Haltung von Unternehmen muss nicht zwangsläufig Pinkwashing sein, da in westlichen Ländern häufig von ihnen erwartet wird, der queeren Community gegenüber aufgeschlossen zu sein. Wenn diesbezügliche Kampagnen aber rein gewinnorientiert sind, lässt sich mit Recht von Pinkwashing sprechen.

## Beispiele aus dem Marketing
Seit etwa 2015 werden Bedenken über die Kommodifizierung von LGBT-Rechten von Großunternehmen geäußert. Vor allem während des Pride Month im Juni kommt es jeweils zu Pinkwashing, das dann auch medial breiter rezipiert wird. So wurden beispielsweise im Juni 2021 etliche Firmen kritisiert, die ihr Logo auf den sozialen Medien für ein paar Wochen mit einem Regenbogen hinterlegten. Dies taten sie aber nur in Ländern, in denen Homosexualität nicht strafbar ist. Kritisiert wird, dass damit nichts zur Verbesserung bestehender Probleme für LGBT-Menschen beigetragen werde.
Auch Produkte, die in Regenbogenfarben erscheinen, dienen oftmals – wenn sie nicht z. B. mit einem Anteil an Spenden an LGBT-Organisationen verbunden sind – nur der Umsatzsteigerung. Gelegentlich kosten Produkte im Regenbogendesign auch mehr als in der herkömmlichen Version. Mittlerweile werben einige Unternehmen bereits damit, explizit kein Pinkwashing betreiben zu wollen und daher auf z. B. Regenbogen-Kollektionen zu verzichten.
Im Kontext der USA ist ebenfalls dokumentiert, dass Konzerne, die sich öffentlich als Unterstützer queerer Menschen präsentieren, zeitgleich hohe Summen an Politiker spendeten, die versuchten Anti-Diskriminierungsgesetze zu blockieren.

## Vorwürfe in ausgewählten Ländern

### Vereinigte Staaten
Im Jahre 2013 unterstützte die US-amerikanische Human Rights Campaign (HRC) offiziell eine umfassende Einwanderungsreform der US-Regierung und erklärte sich bereit, Einwanderer beim Asyl- und Einbürgerungsprozess zu unterstützen. Die Huffington Post sah hierin Pinkwashing. Es sei der Versuch unternommen worden, die Einwanderungsreform als „pro-LGBT“ zu framen, um sie so als progressiv erscheinen zu lassen.
Im Jahr 2014 wurde eine Kampagne zur Unterstützung der Keystone-Pipeline, die kanadisches Erdöl in die Vereinigten Staaten liefern sollte, als Pinkwashing bezeichnet. Diese hatte argumentiert, dass das Projekt Unterstützung verdienen würde, da Kanada besser mit queeren Menschen umgehe als andere ölexportierende Staaten.
Nach der Wahl des Republikaners Donald Trump zum US-Präsidenten 2016 bekräftigte dieser, sich für LGBT-Rechte einsetzen zu wollen. Barack Obama erkannte hierhin Pinkwashing, welches zum Ziel habe, von der menschenverachtenden Politik Trumps abzulenken.

### Kanada
Im Jahr 2012 wurde Jason Kenney, Kanadas damaliger Minister für Einwanderung und Einbürgerung, des Pinkwashings beschuldigt, nachdem er eine E-Mail mit der Betreffzeile „LGBT Flüchtlinge aus dem Iran“ an Tausende von Kanadiern verschickt hatte. Diese Nachricht enthielt auch einen Kommentar vom Außenminister John Baird, in dem er Kanadas Engagement gegen die Verfolgung und Ausgrenzung von Schwulen, Lesben und Frauen in der ganzen Welt betonte. Einige der Menschen, die diese Mail erhalten hatten, veröffentlichten im Nachgang einen offenen Brief, in dem sie der Regierung vorwarfen, dass es ihr weniger um LGBT-Rechte als um eine Diskreditierung Irans gehe.

### Israel

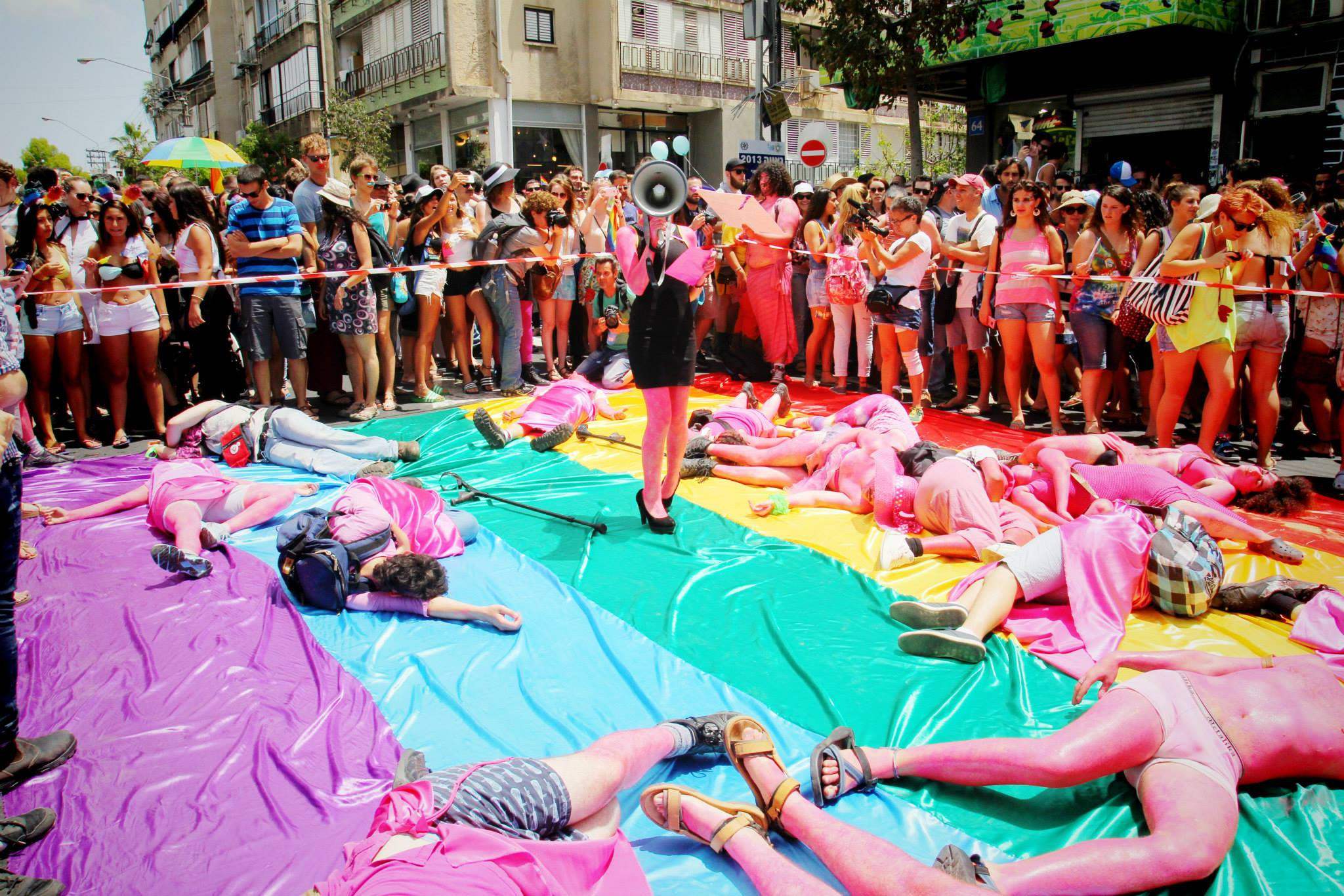
Das Anarcho-LGBT-Kollektiv Mashpritzot protestiert mittels Die-in gegen das vermeintliche Pinkwashing der israelischen Regierung und die Prioritäten des LGBT-Zentrums in Tel Aviv (2013)

2010 warf die Genderwissenschaftlerin Jasbir Puar der israelischen Regierung Pinkwashing vor. Eine Inszenierung Israels als einziges Land, das der queeren Community freundlich gesonnen ist, in einer sonst homophoben Region soll laut Puar von der völkerrechtswidrigen Besetzung palästinensischer Gebiete ablenken. Dieser Vorwurf gegenüber Israel wurde – vor allem in aktivistischen Kreisen rund um die BDS-Kampagne – immer wieder erneuert. Auch Sa’ed Atshan, Friedens- und Konfliktforscher am Swarthmore College, warf Israel 2024 vor, die Botschaft der Queerfreundlichkeit nicht aus ehrlichem Interesse an LGBTQ+-Rechten zu verbreiten, sondern aus strategischen und politischen Gründen, um die Unterdrückung der Palästinenser zu rechtfertigen. Während Israel einerseits den „Pinkwashing-Diskurs“ für LGBTQ-freundliche Gruppen im In- und Ausland bediene, richte es weiterhin homophobe und religiös-konservative Botschaften an eine entsprechende Bevölkerung im Inland sowie an christliche Zionisten im Ausland.
Diese Anschuldigungen stießen allerdings auf teils erhebliche Kritik. Mehrmals wurde der Pinkwashing-Vorwurf als Verschwörungstheorie und/oder antisemitisches Argument bezeichnet. Der Journalist Stefan Lauer schrieb 2023 bezogen auf Pinkwashing: „Es geht um eine Verschwörung: Der Einsatz für LGBTQ*-Rechte wird zum hinterhältigen Plan, mit dem Außenstehende beeinflusst werden.“ Die Tatsache, dass Menschenrechte für queere Menschen in Gaza und dem Westjordanland „faktisch nicht existieren“, werde als „Whataboutism oder gar Rassismus“ abgetan. Ebenso wurde angeführt, dass die Unterstützung der LGBT-Community durch Israel nie direkt dazu benutzt worden sei, die Besatzung der palästinensischen Gebiete zu rechtfertigen. Die Antisemitismusforscherin Merle Stöver schrieb in einem Beitrag auf Belltower News: „Bei diesem Vorwurf handelt es sich in erster Linie um eine Verschwörungserzählung, denn er setzt voraus, dass in Israel Politik nur aus Hinterlist gemacht würde – als handele die israelische Demokratie nur aus rassistischem Kalkül.“
Shaul Ganon von der israelischen Gruppe für LGBT-Rechte Aquda wies darauf hin, dass bei der Debatte rund um vermeintliches Pinkwashing durch Israel vor allem die palästinensische LGBT-Community unter den Tisch falle.
Im Dezember 2024 verhinderten pro-palästinensische Aktivisten unter Bezugnahme auf den Vorwurf des Pinkwashings eine Aufführung des französischen Dokumentarfilms La belle de Gaza bei einem internationalen Filmfestival in Belgien. Der Film handelt von Transfrauen aus Gaza, die Zuflucht vor transfeindlicher Gewalt in der palästinensischen Gesellschaft suchen und darum nach Tel Aviv gehen.

### Deutschland
Des Pinkwashings werden in Deutschland verschiedene Marken bezichtigt. Ihnen wird vorgeworfen, sich nach außen hin als queerfreundlich darzustellen, dies aber nur in Ländern zu tun, in denen dadurch eine Erhöhung des eigenen Profits erwartet werden kann. So erschien etwa das Firmenlogo von Mercedes-Benz anlässlich des Pride Month 2022 in den sozialen Medien in Regenbogenfarben – allerdings nur in bestimmten Ländern. Im Nahen Osten wurde auf diese Geste verzichtet. Ein ähnliches Vorgehen wurde auch BMW vorgeworfen, nachdem der Automobilhersteller sein Logo zu einem regenbogenfarbenen wechselte, jedoch nicht in Ländern wie Saudi-Arabien, wo auf gleichgeschlechtliche Handlungen die Todesstrafe steht, Russland oder Polen.
In Kritik gerät regelmäßig auch die CDU/CSU. Nachdem sich die Partei lange Zeit gegen die gleichgeschlechtliche Ehe ausgesprochen hat, wird ihre Präsenz auf CSD-Paraden nun häufig als Pinkwashing bezeichnet.

### Schweiz
Im Rahmen der Abstimmung zur Ehe für Alle im September 2021 wurden zahlreiche Unternehmen kritisiert, die sich im Juni desselben Jahres mit Logos in Regenbogenfarben präsentiert hatten, sich dann aber nicht explizit zum Referendum äußern wollten. Von den Unternehmen war zu hören, dass man sich nicht zu gesellschaftspolitischen Themen äußern wolle. Zu den kritisierten Unternehmen gehören UBS, Credit Suisse, Swisscom, Roche Holding, Syngenta, Migros, Coop, Nestlé, Emmi AG sowie die Schweizerischen Bundesbahnen (SBB) und die Schweizerische Post.

### Skandinavien
Im Juli und August 2012 organisierte ein Zusammenschluss einiger rechtsextremer Graswurzelbewegungen in Europa, wie die English Defence League (EDL), Demonstrationen zeitgleich mit der LGBT Pride in Helsinki und Stockholm. Von aktivistischer Seite wurde den Rechtsextremen vorgeworfen, die Aufmerksamkeit ausschließlich auf islamische Homophobie zu lenken und sich zu Unrecht als Verbündete von queeren Menschen darzustellen.

## Weiterführende Literatur
- Marc Berthold: „Pinkwashing“ – im Schonwaschgang. In: israel und palästina – Zeitschrift für Dialog 2. 2012., online abrufbar: Artikel auf der Internetseite der Heinrich-Böll-Stiftung
- Karina Bidaseca: Sexualizar las fronteras: Pinkwashing y homonacionalismo en Palestina e Israel. In: Horizontes Decoloniales / Decolonial Horizons. 6. Jahrgang, 2020, ISSN 2422-6343, S. 121–140, doi:10.13169/decohori.6.2020.0121 (spanisch).
- Corinne E. Blackmer: Pinkwashing. In: Israel Studies. 24. Jahrgang, Nr. 2, 2019, S. 171–181, doi:10.2979/israelstudies.24.2.14 (englisch).
- Rachael Byrne: The Moral Panics of Sexuality. Palgrave Macmillan UK, 2013, ISBN 978-1-137-35317-7, Cyber Pinkwashing: Gay Rights under Occupation, S. 134–148 (englisch).
- Tanja Dreher: Pinkwashing the past: gay rights, military history and the sidelining of protest in Australia. In: Faculty of Law, Humanities and the Arts - Papers (Archive). 2016, S. 116–136 (englisch, edu.au).
- Nadine Lake: The Routledge International Handbook of Social Work and Sexualities. Routledge, 2021, ISBN 978-0-429-34291-2, 'Corrective Rape' and Black Lesbian Sexualities in South Africa: Negotiating the Tensions between 'Blackwashing' and 'Pinkwashing' Homophobia (englisch).
- Jason Ritchie: Pinkwashing, Homonationalism, and Israel-Palestine: The Conceits of Queer Theory and the Politics of the Ordinary: Pinkwashing, Homonationalism, and Israel-Palestine. In: Antipode. 47. Jahrgang, Nr. 3, 2015, S. 616–634, doi:10.1111/anti.12100 (englisch).
- Ghadir Shafie, Karma R. Chávez: "Pinkwashing and the Boycott, Divestment, and Sanctions Campaign", May 25, 2016. In: Journal of Civil and Human Rights. 5/5. Jahrgang, 2019, ISSN 2378-4245, S. 32–48, doi:10.5406/jcivihumarigh.2019.0032 (englisch).
- Koray Yılmaz-Günay & Salih Alexander Wolter: The Queer Intersectional in Contemporary Germany. Psychosozial-Verlag, 2018, ISBN 978-3-8379-2840-2, Pinkwashing Germany? German Homonationalism and the "Jewish Card" (englisch).